# Cătălin Ionescu
Cătălin Ionescu (n. 13 august 1958) este un scriitor român, editor, eseist, (anti-)critic al literaturii science-fiction, traducător, realizator de emisiuni radio.

## Biografie
A fost membru al cenaclului SF studențesc "SOLARIS" din București.
A debutat în 1982, câștigând premiul I la secțiunea "schiță" la concursul SF organizat de revista "Știință și tehnică".
Absolvent al Institutului Politehnic Bucuresti în 1983.
A publicat proză în Almanahul Anticipația, Jurnalul SF, etc.
A editat revista online Pro-Scris (2001-2010).
A publicat alte materiale de critică și istorie literară în CPSF-Anticipația, Almanahul Anticipația, Jurnalul SF, revista Nautilus (varianta tipărită), Ficțiuni, Sigma.

## Operă

### În volum
- Lucirile deșertului, editura Labirint, Clubul SF #4, 1990. (cb), 32 de pagini[1]
- Loser (Măștile norocului), Editura Pygmalion, Ploiești, 2002[2]

### Prezențe în antologii
- Avertisment pentru liniștea planetei, editura Albatros, 1985
- Povestiri despre invențiile mileniului trei, editura Științifică și Enciclopedică, 1986
- Loser, povestire în La orizont, această constelație..., Editura Albatros, 1990
- Motocentauri pe acoperișul lumii, editura Karmat Press, 1995

### Traduceri
- David Copperfield - La limita imposibilului, Editura Fahrenheit, Grupul editorial RAO, 1998. (În colaborare cu MIhaela Doina Ionescu.)
- Ian Watson - Ambasada extraterestră, Editura Pygmalion, Ploiești, 1995

### În periodice
- Anti-critica, ciclu de articole publicat în revista Jurnalul SF, nr. 150-169